# Бюрденбах
Бюрденбах (нім. Bürdenbach) — громада в Німеччині, розташована в землі Рейнланд-Пфальц. Входить до складу району Альтенкірхен. Складова частина об'єднання громад Фламмерсфельд.
Площа — 2,81 км2. Населення становить 635 ос. (станом на 31 грудня 2020).